# Шапел о Боа
Шапел о Боа (фр. Chapelle-aux-Bois) насеље је и општина у североисточној Француској у региону Лорена, у департману Вогези која припада префектури Епинал.
По подацима из 2011. године у општини је живело 671 становника, а густина насељености је износила 21,89 становника/km². Општина се простире на површини од 30,65 km². Налази се на средњој надморској висини од 430 метара (максималној 582 m, а минималној 292 m).

## Демографија
| 1962. | 1968. | 1975. | 1982. | 1990. | 1999. | 2011. |
| ----- | ----- | ----- | ----- | ----- | ----- | ----- |
| 890   | 922   | 776   | 747   | 733   | 705   | 671   |

График промене броја становника у току последњих година